# أركاديو بوفيدا
أركاديو بوفيدا (بالإسبانية: Arcadio Poveda Ricalde)‏ (و. 1930 – م) هو عالم فلك من المكسيك. ولد في ماردة.

## التعليم
تعلم في جامعة كاليفورنيا، بركلي.

## مناصب وهيئات
أدار الجامعة الوطنية المستقلة في المكسيك.

## جوائز
حصل على جوائز منها:
- الجائزة الوطنية في العلوم والآداب في المكسيك.